# Meester van de Catharinalegende

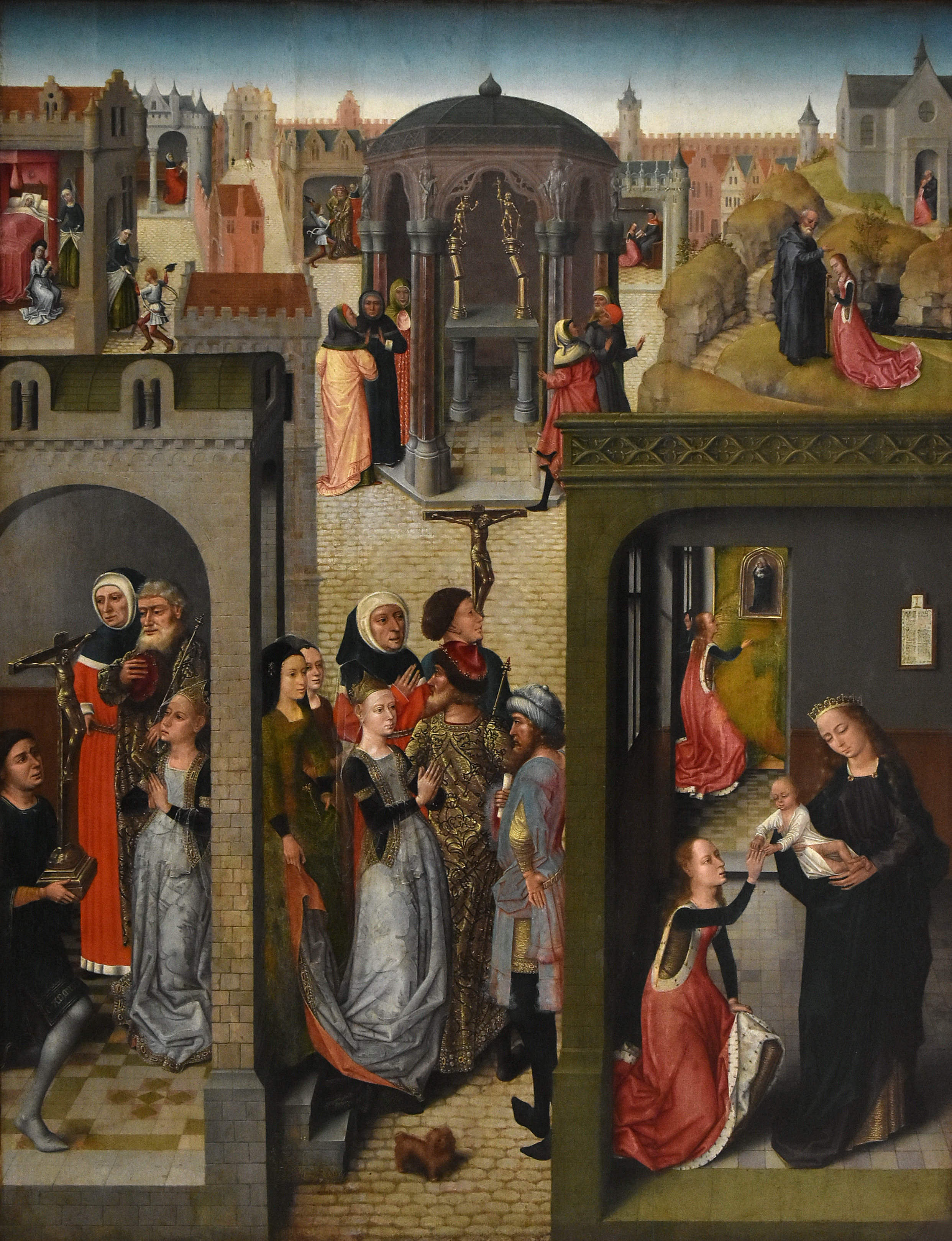
Taferelen uit de Legende van de Heilige Catharina, 1480-1495, Brussel, Koninklijke Musea van Schone Kunsten.

De Meester van de Catharinalegende is de noodnaam die gegeven werd aan een anoniem gebleven Vlaamse Primitief uit de eerste generatie na Rogier van der Weyden. Uit de aan hem toegewezen werken blijkt dat hij de stijl van Rogier als voorbeeld gebruikt heeft en dat zijn beroemde voorganger ook de inspiratiebron was voor zijn werken. De navolging van Rogier van der Weyden was vrij algemeen bij de kleine meesters van de volgende generatie, maar de meester van de Catharinalegende was een van de trouwste navolgers, die de composities van Van der Weyden gewoon overnam. De meester wordt gesitueerd in Brussel tussen 1470 en 1510.
De werken van deze meester werden voor de eerste maal gegroepeerd door Friedrich Winkler die hem de Meester van de Melbourne Multiplication of the Loaves (vermenigvuldiging van de broden) het middenpaneel van de triptiek van de Mirakels van Christus die zich in de National Gallery of Victoria te Melbourne bevindt. Max Jakob Friedländer voegde in 1926 een aantal werken aan de groep toe en gaf de anonymus zijn huidige naam naar de Taferelen uit de Legende van de Heilige Catharina in de Koninklijke Musea van Schone Kunsten te Brussel, het werk dat hij als basis genomen had voor zijn studie.
Friedländer vond de gelijkenis in de compositie van de werken zo treffend dat hij de mening opperde dat deze meester misschien kon geduid worden als de zoon van Rogier van der Weyden, Pieter van der Weyden, maar hierover werd tot op vandaag geen consensus bereikt tussen de kunsthistorici, noch in de ene noch in de andere zin.

## Stijlkenmerken
Bij het voorstellen van personen gaat deze meester vrij gebrekkig en stereotiep te werk, de personen zijn statisch, de oren zijn zeer hoog geplaatst, hij geeft ze langwerpige harde ogen en de oogleden lijken gezwollen. Sommige figuren hebben een uitzonderlijk brede nek. Samenvattend kan men zeggen dat de gezichten karikaturaal en verwrongen zijn. Het is dan ook opvallend dat deze meester heel zorgvuldig te werk gaat bij het weergeven van architectuur. Maar dit stijlbeeld is veelvoorkomend bij de Brusselse kleinmeesters die zeer dikwijls de architectuur zeer goed behandelen, de menselijke figuren daarentegen vrij onbeholpen.

## Werken

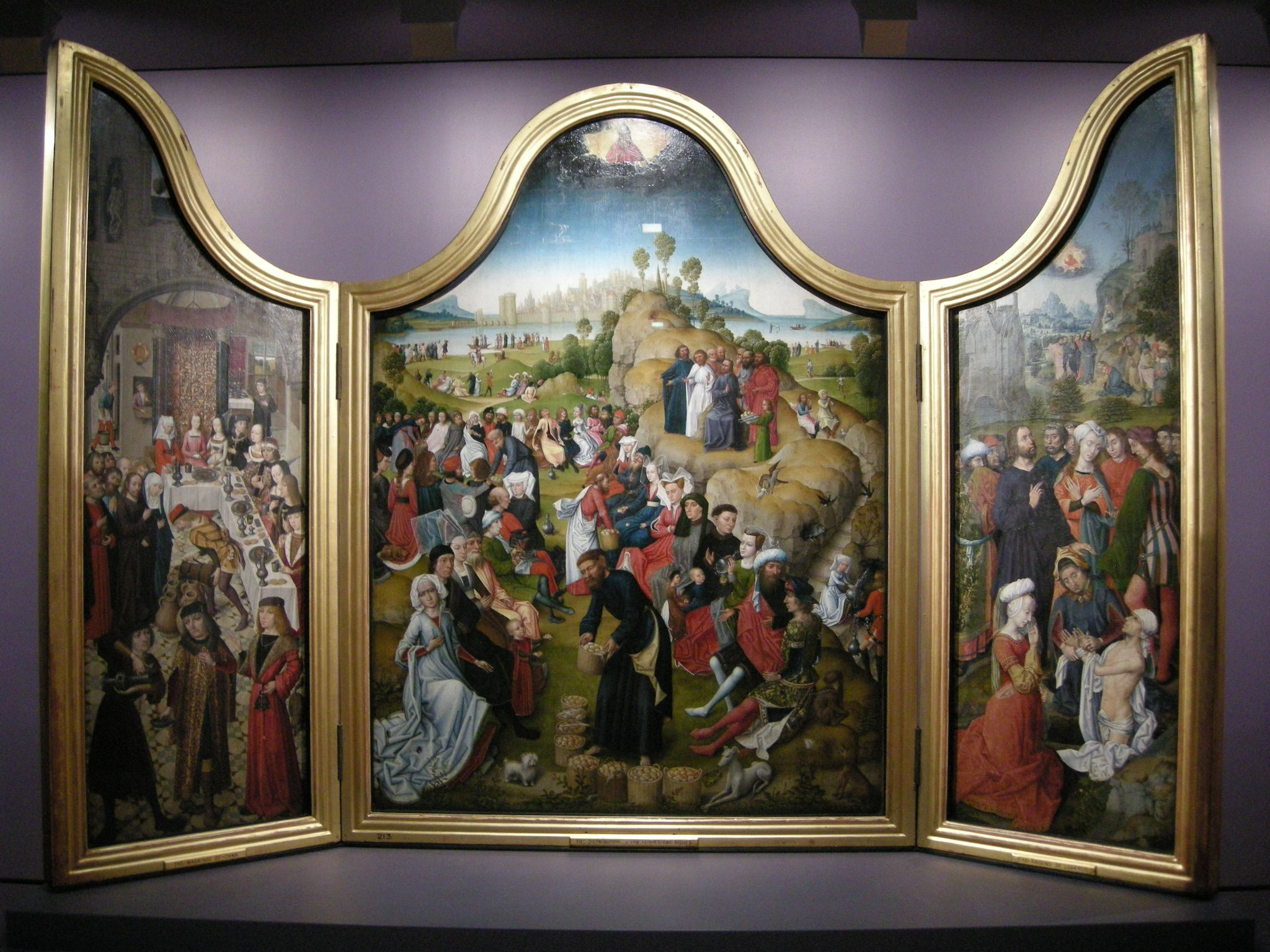
Triptiek van de Mirakels van Christus, National Gallery of Victoria,Melbourne. Middenpaneel door de Meester van de Catharinalegende

De kleine meesters en ateliers die werkten in de periode na Rogier van der Weyden hebben blijkbaar veel samengewerkt aan dezelfde opdracht. Het klassieke voorbeeld daarvan is de triptiek met de Mirakels van Christus in Melbourne waarvan het middenluik van de hand van deze meester is, linkerluik van de Meester van de Vorstenportretten en het rechterluik van de Meester van de Barbaralegende (Aert van den Bossch?). Deze samenwerking of eerder werkverdeling tussen de meesters en ateliers maakt het toewijzen van werken vrij problematisch.

### Toeschrijvingen
G. Steyaert schrijft in haar doctoraatsstudie over deze meester dertien schilderijen en één tekening aan de Meester van de Catharinalegende toe. De kerngroep bestaat uit de volgende werken:

#### Kernwerken
- Taferelen uit de Legende van de Heilige Catharina, 1480-1495, Brussel, Koninklijke Musea van Schone Kunsten
- Altaarstuk van het Laatste Avondmaal (Laatste Avondmaal, het Joodse Paasfeest en Elias in de Woestijn), 2e helft 15e eeuw, Brugge, Groot-seminarie
- Virgo inter Virgines (middenluik) en Gregoriusmis (linkerluik), 2e helft 15e eeuw, Granada, Museo de la Capilla Real
- Triptiek met Virgo inter Virgines, Gregoriusmis en Schenker met St. Ildefons, 2e helft 15e eeuw, onbekende privécollectie
- Middenluik van de Triptiek met de Mirakels van Christus, 2e helft 15e eeuw, Melbourne, National Gallery of Victoria

#### Andere werken
- Presentatie in de tempel (binnenzijde rechtervleugel van een altaarstuk met de Aanbidding van de Wijzen), 1490-1495, Firenze, Museo nazionale del Bargello
- Altaarstuk met de Aanbidding van de Wijzen (middenpaneel), 1490-1495, Binningen, Heilig-Kreuz-Kirche
- Geboorte van Christus (binnenzijde linkervleugel van een altaarstuk met de Aanbidding van de Wijzen), 1490- 1495, Brussel, Koninklijke Musea van Schone Kunsten
- Kruisiging, 1475-1485, Madrid, Museo Nacional del Prado

### ToeschrijvingenKIK-IRPAenRKD
Hierbij vindt men de werken die aan de Meester van de Catharinalegende zijn toegeschreven volgens de lijsten van het Koninklijk Instituut voor het Kunstpatrimonium en of het RKD-Nederlands Instituut voor Kunstgeschiedenis.
- Kruisiging, laatste kwart 15de eeuw, Wenen, Akademie der bildenden Künste Wien
- Aanbidding van de Wijzen, laatste kwart 15de eeuw, privécollectie of kunsthandelaar
- Triptiek van de geschiedenis van Job, linker paneel, binnenzijde, Christus overhandigt Petrus de sleutels van de hemelpoort. In de achtergrond andere voorstellingen uit het leven van de H. Petrus, laatste kwart 15de eeuw, Keulen, Wallraf-Richartz-Museum
- Christus aan de geselpaal met in de achtergrond de verloochening van Petrus, laatste kwart 15de eeuw, Amsterdam, privécollectie.
- Kruisafneming, laatste kwart 15de eeuw, Verenigd Koninkrijk, The Royal Collection
- Tronende Maria met kind en twee musicerende engelen, laatste kwart 15de eeuw, Verblijfplaats onbekend
- Maria met kind en een engel. In de achtergrond twee dominicanen, laatste kwart 15de eeuw, Banbury (Warwickshire), Upton House
- Het huwelijk van Maria. In de voorgrond een stichtersportret (op de achterzijde: Christus als Man van Smarten), laatste kwart 15de eeuw, Madrid, Museo Nacional del Prado
- Maria en Christus op een troon, laatste kwart 15de eeuw, Londen, privécollectie Lord Lee of Fareham
- De Heilige Drie-eenheid met twee engelen, Maria, Johannes de Evangelist en een weeklagende vrouw (Maria Magdalena?), privécollectie
- Maria met kind, gekroond door een engel, vierde kwart 15de eeuw, Londen, kunsthandelaar of privécollectie
- De H. Blasius; de H. Catharina, vierde kwart 15de eeuw, Sotheby's (New York) 2000-01-28, nr. 7
- Anna-te-Drieën, 1490-1500, Aken, Suermondt-Ludwig-Museum inv./cat.nr GK 305
- Triptiek kruisafneming (middenpaneel); de stichter en de H. Hieronymus (binnenzijde linkerluik); de opstanding (binnenzijde rechterluik); de annunciatie (buitenzijde luiken), laatste kwart 15de eeuw, Keulen, Wallraf-Richartz-Museum, nv./cat.nr Dep. 29
- Maria en kind, Stockholm, Nationalmuseum Stockholm, inv./cat.nr NM 6179
- Portret van Filips van Kleef, heer van Ravenstein, 1492-1495, Brussel, Koninklijke Musea van Schone Kunsten
- Hugo de Groot, kanunnik in Utrecht, 1460-1480, Ackland Art Museum
- Virgo inter Virgines met Catharina en Agnes, 1476-1525, Musée du Berry
- Virgo inter Virgines, Brussel, Koninklijke Musea voor Schone Kunsten

## Weblinks
- (nl)  BalaT KIK-IRPA overzicht van toegewezen werken.
- (nl)  RKD-Nederlands Instituut voor Kunstgeschiedenis overzicht van toegewezen werken.

- KulturNav: f28a96b1-8a4d-4596-b635-38d163d9d0a3
- National Gallery of Victoria: 16804
- RKD-Nederlands Instituut voor Kunstgeschiedenis: 53622
- Union List of Artist Names: 500015421
- Virtual International Authority File: 95775564